# Зеркальные Пруды
Зеркальные Пруды — поселок в Сараевском районе Рязанской области. Входит в состав Борецкого сельского поселения.

## История
В 1966 г. указом президиума ВС РСФСР поселок рыбного хозяйства «Пара» переименован в Зеркальные Пруды.

## Население
| 2010 |
| ---- |
| 312  |